# Lucignano d'Arbia
Lucignano d'Arbia è una frazione del comune italiano di Monteroni d'Arbia, nella provincia di Siena, in Toscana.
La frazione, di origine medievale si trova su una modesta altura a circa 3 km a sud-est del capoluogo comunale, nell'area nord-occidentale delle Crete Senesi, e conserva parte dell'originaria cinta muraria di forma circolare, con due porte sovrastate da torri.

## Storia
Lucignano fu un comune della Val d'Arbia, di cui si conserva uno statuto promulgato nell'anno 1409.

## Monumenti e luoghi d'interesse

### Architetture religiose
- Pieve di San Giovanni Battista
- Canonica di San Giovanni Battista

### Architetture civili
- Palazzo del Vicariato
- Palazzo Landi Newton
- Fontana Landi

### Architetture militari
- Mura di Lucignano d'Arbia